# جامعة عبد الوالي خان
جامعة عبد الوالي خان (بالأردية: جامعہ عبد الولی خان مردان) أو (أوكوم)، هي جامعة عامة تقع في ماردان، باكستان،  تأسست في أبريل 2009، سميت الجامعة باسم عبد الوالي خان، وهو شخصية بارزة في باشتونخوا، ولديها تسع وأربعين مؤسسة تابعة لها.
 وبدأت الجامعة ببناء كلية الدراسات العليا في ماردان،  لديها تسع فروع وأكثر من عشرة آلاف طالب مسجلين في ثلاثين تخصصا اعتبارا من عام 2015  افتتح الحرم الجامعي في سوابي في أكتوبر 2010 في مبنى الكلية الابتدائية الأنبار ومنذ ذلك الحين أصبحت جامعة سوابي وحرم بالوسا موطن لجامعة بشا خان.
في الوقت الحالي، يوجد في الجامعة خمس كليات وثلاث كليات تأسيسية، الكليات هي؛ كلية الآداب والعلوم الإنسانية، كلية العلوم الكيميائية والحياتية، كلية العلوم الفيزيائية والعددية، كلية
الاقتصاد والأعمال، كلية العلوم الاجتماعية. وكلية الباشتونخوا للفنون وكلية المرأة وهيئة تربية الحيوان والكلية البيطرية هي أيضا من الكليات التأسيسية للجامعة.

## الحرم الجامعي والمكتبات
الجامعة لديها العديد من الجامعات، ولكل منها مرافق: الحرم الجامعي الرئيسي، المكتبة المركزية، حديقة الحرم الجامعي الحرم الجامعي، حرم تشيترال، حرم بابي، حرم بالوسا، ريفات محل الحرم الجامعي شانكار، حرم تيمرغارا، وهناك أيضا خدمة المكتبة الرقمية لجميع الجامعات.

### جامعة شانكار للعلوم
بدأت كلية العلوم في جامعة شانكار، فصولها الجامعية في خريف عام 2009، حيث تم اختيار 450 طالبا من طلبة المدارس الثانوية من 2500 طالب، مع خيار التخصص في أحد برامج البكالوريوس: الكيمياء، علوم الحاسوب، الرياضيات، الفيزياء وعلم الحيوان.

### كلية العلوم الجامعية في شانكار
يقع أوكوم في مجمع 12.5- عكا مع مختبرات البحوث، حاليا لديها مختبرات للعمل في المعلوماتية الحيوية، الكيمياء الفيزيائية، الكيمياء العضوية، الكيمياء غير العضوية، الكيمياء التحليلية، علم النبات، علم الحيوان، الفيزياء، علوم الكمبيوتر والرياضيات التطبيقية. مرفق محاضرة الفيديو هو متاح أيضا، وتضم الكلية نحو 100 عضو هيئة تدريس من بينهم 26 درجة دكتوراه وخطط لتوظيف 60 أعضاء هيئة التدريس إضافية، في المرحلة المقبلة.
 وقد تم بناء حرم حديقة الجامعة الذي تم بناؤه حديثا على أكثر من 2000 كانال من الأراضي لديها بنية تحتية حديثة ومختبرات مجهزة تجهيزا جيدا، واحدة من أكبر المكتبات في المنطقة، ومختبرات الكمبيوتر، وثلاثة بيوت استيعابية 1500 طالب، اثنان في كليات الحرم الجامعي، مجمع رياضي والعديد من المرافق الأخرى، وقد بدأت بالفعل دروس في الحرم الجامعي.

## الأنشطة اللاصفية
تقدم الجامعة نشاطا إضافيا على سبيل المثال الرسم، والمقالات، والتصوير الفوتوغرافي، والرياضة الخ ولكن يمكن للطلاب المشاركة من خلال القنوات المناسبة، توفر الجامعة المرافق للعديد من الألعاب الرياضية.س وقد تم دمجها في قسم التربية البدنية والصحة، واسمه في قسم التربية البدنية والرياضة.